# Projecte SIGRI
El progetto SIGRI (Sistema Integrato per la Gestione del Rischio Incendi) és un projecte finançat per l'Agència Espacial Italiana per observar desastres naturals a través de l'observació per satèl·lit. L'àrea del projecte és la Mediterrània, especialment a França, Grècia, Itàlia i Espanya, on el risc d'incendis forestals és especialment elevat. Forma part del projecte System for Fire Detection (SFIDE).
El projecte va ser llançat al novembre de 2008 i implica el muntatge d'un sistema de teledetecció per satèl·lit en combinació amb diferents tipus de dades, serà capaç de detectar els incendis forestals per predir el seu comportament al llarg del seu cicle de vida. Entre les activitats dutes a terme s'hi inclouen la planificació i gestió terrestre, la detecció, la gestió d'incendis i vigilància, la cartografia i l'estimació dels danys.